# Chrysophyllum scalare
Chrysophyllum scalare är en tvåhjärtbladig växtart som beskrevs av Terence Dale Pennington. Chrysophyllum scalare ingår i släktet Chrysophyllum och familjen Sapotaceae. IUCN kategoriserar arten globalt som livskraftig. Inga underarter finns listade i Catalogue of Life.